# Le Redoutable (film)
Pour les articles homonymes, voir Le Redoutable.
Pour plus de détails, voir Fiche technique et Distribution.
Le Redoutable est un film biographique français écrit, coproduit et réalisé par Michel Hazanavicius et sorti en 2017. Il s'agit de l'adaptation du livre Un an après d'Anne Wiazemsky, paru en 2015. Il s'agit d'un film biographique sur Jean-Luc Godard (incarné par Louis Garrel) centré sur la période entre 1967 à 1969 et sa relation avec son épouse Anne Wiazemsky.
Le célèbre réalisateur Jean-Luc Godard et son épouse Anne Wiazemsky sont confrontés aux évènements de Mai 68. L'engagement maoïste du cinéaste le pousse à faire du cinéma politique, ce qui trouble ses admirateurs et ses amis,.
Il est projeté en avant-première mondiale en au festival de Cannes 2017 où il est sélectionné dans la compétition officielle.

## Synopsis
Le film est en neuf parties avec un épilogue. Les titres des parties parodient des œuvres et soulignent l'insolence de Godard : Wolfgang Amadeus Godard ; Mao c'est du chinois ; Engagez-vous ! ; Les liaisons dangereuses ; Avec Mao, tout est plus beau ; Pierrot le mépris ; Sauve qui peut (les meubles) ; Le Premier des Mohicans et Tuer Godard. Tout au long du film, des séquences pastichent les effets de Godard tel le noir et blanc, la voix-off, les décalages sonores, Godard brise le quatrième mur, les sous-titres soulignant les non-dits, cartons, digressions, négatif,…
1967, à Paris, lors du tournage de La Chinoise. Jean-Luc Godard, 37 ans, est la grande figure de la nouvelle vague, admiré par tous pour son cinéma non conventionnel. Il tombe amoureux de l'actrice Anne (son nom de famille n'est pas prononcé dans le film), 20 ans, et souligne la cocasserie que la petite-fille de François Mauriac tourne un film maoïste. Le 29 mars, il la demande en mariage. Le même jour, ils entendent à la radio les nouvelles de l'immersion du sous-marin Le Redoutable. Godard est soutenu par la Chine pour son engagement maoïste, mais Anne reste bourgeoise. Malheureusement, l'ambassade de Chine rejette La Chinoise. Le film n'aura pas l'exposition voulue et se contente d'une projection au festival d'Avignon. Le long-métrage est décrié par la critique et le public (sauf les communistes non-maoïstes et Les Lettres françaises). Godard et ses amis souhaitent faire du cinéma politique et il prédit l'explosion sociale du pays. 
Un an plus tard, c'est Mai 68. Godard participe aux manifestations, souvent violentes. Dans ces protestations qu'il filme de manière esthétique, il est importuné par des admirateurs souhaitant qu'il revienne à une veine plus divertissante comme dans Pierrot le Fou ou À bout de souffle, courant qu'il renie. Il parle à l'assemblée générale de la Sorbonne occupée mais est refoulé car il souhaite parler également du Viêtnam, de la Palestine et du cinéma politique révolutionnaire notamment. Ses discours embrouillent l'auditoire, notamment une analogie absconse entre Juifs et nazis, passé et présent, et il est blessé par un graffiti le traitant comme « le plus con des Suisses pro-chinois ! ». Le même accueil cinglant lui est réservé lorsqu'il est invité à Rome par Bernardo Bertolucci pour une conférence traitant du cinéma révolutionnaire. Il admire les situationnistes mais ce n'est pas réciproque. Anne tourne Les Gauloises bleues, elle et Godard descendent dans le sud de la France, pour promouvoir le film au Festival de Cannes. Godard est ennuyé que le lieu de villégiature soit la villa du gaulliste Pierre Lazareff. Par sa mobilisation ainsi que celle de ses collègues, le festival s'arrête en solidarité avec les événements en cours. Mais la grève générale est prononcée, Godard et ses amis se retrouvent sans essence, et le réalisateur reste coincé dans la villa pendant que le pays vit sa révolution. Finalement, ils rentrent à Paris le même mois. 
Il crée alors avec Jean-Pierre Gorin le groupe Dziga Vertov, promouvant le cinéma épuré. Il déprime du fait qu’il se considère comme l'un des seuls réalisateur tournant un cinéma politique révolutionnaire, les autres l'accusent de tenir un discours incompréhensible et de ne pas avoir connaissance des sujets qu'il aborde. Anne va tourner La Semence de l'homme en Italie quand Godard sous Dziga Vertov tourne Pravda en Tchécoslovaquie. Les relations avec son épouse se dégradent et il tente de se suicider avec une surdose de médicaments. Anne ne l'aime plus et il s'en sépare l'année suivante en tournant Le Vent d'est de Dziga Vertov, un western maoïste autogéré (l'équipe de tournage sans hiérarchie discute le matin des séquences à tourner dans l'après-midi). Godard est mis face à ses contradictions face à la majorité des opinions de l'équipe, du fait de l'autogestion, quand lui voulait faire du cinéma politique.

## Fiche technique
Sauf indication contraire, les informations mentionnées dans cette section peuvent être confirmées par la base de données cinématographiques IMDb,  présente dans la section « Liens externes »
- Titre original : Le Redoutable

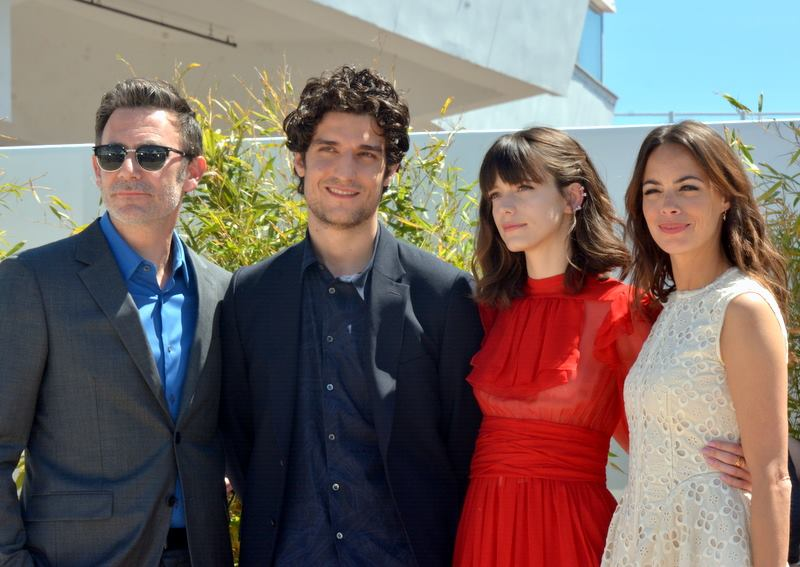
Le réalisateur (Michel Hazanavicius) et les principaux comédiens (Louis Garrel, Stacy Martin et Bérénice Bejo) lors de la présentation du film au festival de Cannes 2017.

- Titre international : Godard Mon Amour[5]
- Réalisation : Michel Hazanavicius
- Scénario : Michel Hazanavicius, d'après l'autobiographie Un an après d'Anne Wiazemsky[6]
- Décors : Christian Marti
- Costumes : Sabrina Riccardi
- Photographie : Guillaume Schiffman
- Son : Jean Minondo
- Montage : Anne-Sophie Bion
- Production : Florence Gastaud, Michel Hazanavicius et Riad Sattouf ; Daniel Delume (déléguée)
- Sociétés de production : Les Compagnons du Cinéma ; Wild Bunch (coproduction) ; France 3 Cinéma (participation)
- Sociétés de distribution : Studiocanal (France) ; Cinéart (Belgique) ; Praesens film (Suisse romande)
- Budget : 11 110 000 euros[7]
- Pays de production :  France
- Langue originale : français
- Genre : comédie dramatique, biopic et romance
- Format : couleur - 35 mm argentique
- Dates de sortie :
  - France : 21 mai 2017 (Festival de Cannes 2017) ; 13 septembre 2017 (sortie nationale)
  - Belgique, Suisse romande : 13 septembre 2017

## Distribution
- Louis Garrel : Jean-Luc Godard[8]
- Stacy Martin : Anne Wiazemsky
- Bérénice Bejo : Michèle Rosier

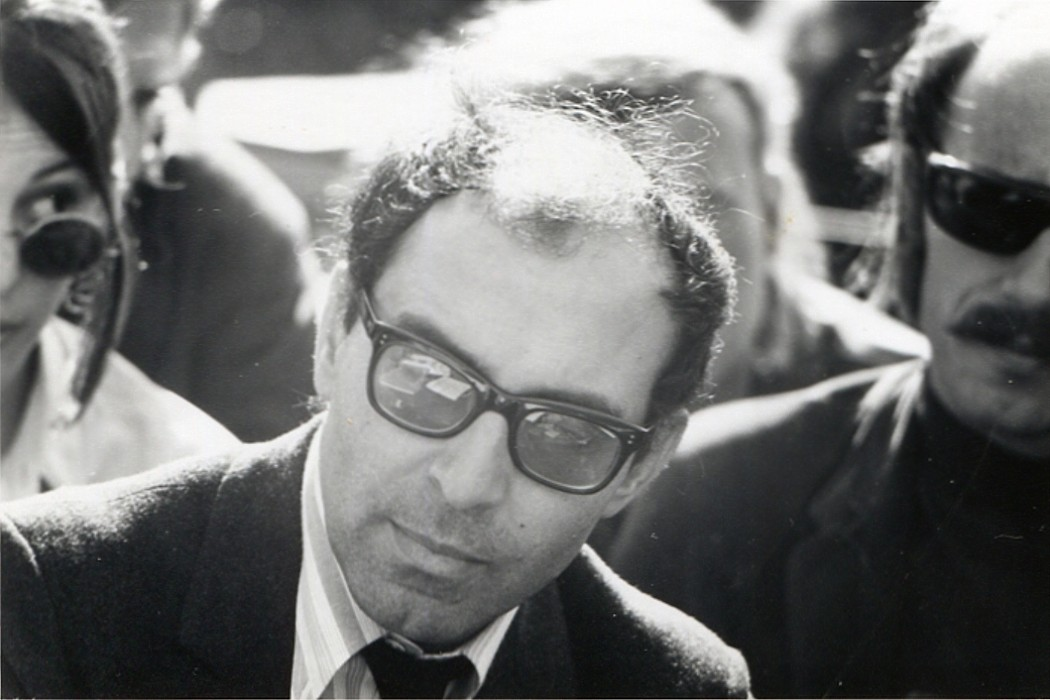
Jean-Luc Godard à Berkeley en 1968

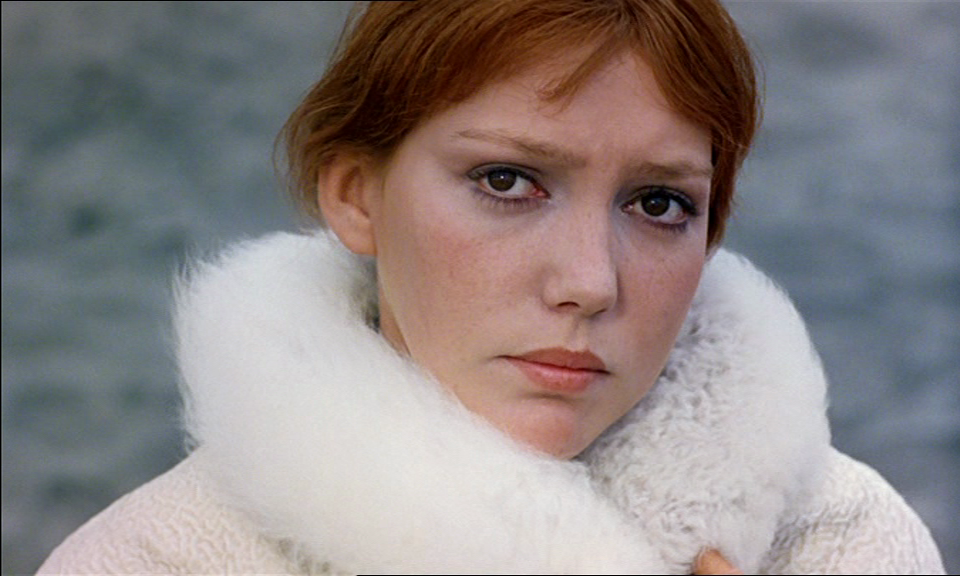
Anne Wiazemsky dans La Semence de l'homme (1969)

- Micha Lescot : Jean-Pierre Bamberger
- Grégory Gadebois : Michel Cournot
- Félix Kysyl : Jean-Pierre Gorin
- Arthur Orcier : Jean-Henri Roger
- Marc Fraize : Émile
- Romain Goupil : le flic cinéphile
- Guido Caprino : Bernardo Bertolucci
- Emmanuele Aita : Marco Ferreri
- Matteo Martari : Marco Margine
- Jean-Pierre Mocky : le client du restaurant

## Production

### Genèse et développement
Le Redoutable est le premier film produit par Les Compagnons du Cinéma, une société fondée et dirigée par Florence Gastaud, Michel Hazanavicius et Riad Sattouf.

### Attribution des rôles
Louis Garrel est confirmé dans le rôle de Jean-Luc Godard en mai 2016, tout comme Stacy Martin pour celui d'Anne Wiazemsky.

### Tournage
Le tournage débute en juillet 2016 à Paris. Des scènes de manifestations sont tournées Rue des Pyramides et Rue de la Cerisaie. Il a lieu également dans le sud de la France et en Italie.

## Sortie et accueil

### Festivals et sorties
Le Redoutable est sélectionné et projeté en avant-première mondiale le 21 mai 2017 au festival de Cannes avant sa sortie nationale le 13 septembre 2017 en France, ainsi qu'en Belgique et en Suisse romande.
Le film est également présenté à d’autres festivals tels qu’au festival du film de Munich le 24 juin 2017, au festival international du film de Toronto le 9 septembre 2017 et au festival du film de Londres le 7 octobre 2017.

### Critique
Pour Marie-Noëlle Tranchant du Figaro, Michel Hazanavicius portraiture avec humour le cinéaste dans un « mélange d'ironie et d'empathie ». Elle salue la performance de Louis Garrel. Dans une analyse politique parue dans Controverses, revue de critique communiste, David Faroult trouve que « Derrière des airs de comédie, le film nourrit un air du temps anti-68. ».
Didier Péron dans Libération, déclare notamment que le réalisateur « dresse un portrait à charge du cinéaste suisse. Un ersatz de biopic sixties sans saveur ».

### Box-office
| Pays ou région | Box-office      | Date d'arrêt du box-office | Nombre de semaines |
| -------------- | --------------- | -------------------------- | ------------------ |
| France         | 135 394 entrées | 14 novembre 2017           | 7                  |
| Total mondial  | 1 295 782 $     | -                          | -                  |

## Distinctions

### Nominations
- Prix Lumières 2018 : meilleur réalisateur pour Michel Hazanavicius et meilleur acteur pour Louis Garrel
- César 2018 : 
  - Nomination pour le César du meilleur réalisateur pour Michel Hazanavicius
  - Nomination pour le César du meilleur acteur pour Louis Garrel
  - Nomination pour le César de la meilleure adaptation par Michel Hazanavicius
  - Nomination pour le César de la meilleure photographie pour Guillaume Schiffman
  - Nomination pour le César des meilleurs décors pour Christian Marti

### Sélections
- Festival de Cannes 2017 : sélection « Compétition officielle »
- Festival du film de Londres 2017 : sélection « Strand Galas »
- Festival du film de Munich 2017 : sélection « Cinemasters » (compétition)
- Festival international du film de Toronto 2017 : sélection « Special presentations »